# 정보현 (희극 배우)
정보현(1985년 4월 7일 ~ )은 대한민국의 희극 배우이다.

## 학력
- 울산학성고등학교

## 방송
- 《웃찾사》 (SBS)
- 《하땅사》 (MBC)
- 《코미디빅리그》 (tvN)
  - 《희극지왕》 기모찌상(정만호)의 수제자1 역
  - 《초저가 항공》 승객1 역
  - 《엑스트라》 남자 배우 역
  - 《브로맨스》 이상준의 친구 역
  - 《가즈야》
  - 《크라임 씬》
  - 《말도 안 되는 개그》

## 유행어
땡큐베리망치, 상남자지, 헤헤 보혀니~, 보혀이꾸야~, 다말해~ 등이 있다.